# Oserowo (Kaliningrad)
Oserowo (russisch Озерово, deutsch Tranßau und Gidauten) ist ein Ort in der russischen Oblast Kaliningrad. Er gehört zur kommunalen Selbstverwaltungseinheit Stadtkreis Selenogradsk im Rajon Selenogradsk.

## Geographische Lage
Oserowo liegt 19 Kilometer nördlich der Stadt Kaliningrad (Königsberg) am osero Kamyschewoje (Laptauer Mühlenteich) und ist über die Kommunalstraße 27K-317 von Muromskoje (Laptau) an der Regionalstraße 27A-001 (ex A191) aus in östlicher Richtung zu erreichen. Muromskoje ist auch die nächste Bahnstation an der Bahnstrecke Kaliningrad–Selenogradsk–Pionerski (Königsberg–Cranz–Neukuhren).

## Geschichte

### Tranßau
Das früher Tranßau genannte Dorf wurde im Jahre 1332 gegründet. Zwischen 1874 und 1945 war Tranßau in den Amtsbezirk Laptau (heute russisch: Muromskoje) eingegliedert und gehörte bis 1939 zum Landkreis Fischhausen, von 1939 bis 1945 zum Landkreis Samland im Regierungsbezirk Königsberg der preußischen Provinz Ostpreußen. Im Jahre 1910 waren in Tranßau 377 Einwohner registriert. Ihre Zahl betrug 1933 noch 333 und 1939 noch 329.

### Gidauten (Priosjornoje)
Das einstige Gidauten lag nordöstlich von Tranßau, beide Orte grenzten aneinander. Am 7. Oktober 1893 wurde die „Besitzung Gidauten“ in den Gutsbezirk Laptau (Muromskoje) eingemeindet und gehörte zum Landkreis Fischhausen, 1939 bis 1945 zum Landkreis Samland im Regierungsbezirk Königsberg der preußischen Provinz Ostpreußen. 
1945 kam Gidauten zur Sowjetunion. Der Ort erhielt im Jahr 1950 die russische Bezeichnung „Priosjornoje“ und wurde gleichzeitig dem Dorfsowjet Melnikowski selski Sowet im Rajon Primorsk zugeordnet. Später gelangte der Ort in den Muromski selski Sowet.

### Oserowo
Infolge des Zweiten Weltkrieges kam Tranßau 1945 mit dem gesamten nördlichen Ostpreußen zur Sowjetunion. Im Jahr 1947 erhielt der Ort den russischen Namen Oserowo und wurde gleichzeitig dem Dorfsowjet Cholmski selski Sowet im Rajon Primorsk zugeordnet. Später gelangte der Ort in den Muromski selski Sowet. Vor 1988 wurde der Ort Priosjornoje an Oserowo angeschlossen. Von 2005 bis 2015 gehörte Oserowo zur Landgemeinde Kowrowskoje selskoje posselenije und seither zum Stadtkreis Selenogradsk.

## Kirche
Die Bevölkerung sowohl in Tranßau als auch in Gidauten war vor 1945 fast ausnahmslos evangelischer Konfession. Beide Orte waren in das Kirchspiel Laptau (russisch: Muromskoje) eingepfarrt, das zum Kirchenkreis Königsberg-Land II (nördlich des Pregel) in der Kirchenprovinz Ostpreußen der Kirche der Altpreußischen Union gehörte. Letzter deutscher Geistlicher war Pfarrer Alexander Ogilvie. Heute liegt Oserowo im Einzugsgebiet der in den 1990er Jahren neu entstandenen evangelisch-lutherischen Gemeinde in Selenogradsk (Cranz). Sie ist eine Filialgemeinde der Auferstehungskirche in Kaliningrad (Königsberg) innerhalb der Propstei Kaliningrad der Evangelisch-lutherischen Kirche Europäisches Russland.

## Persönlichkeiten des Ortes
- Jürgen Bloech (* 3. Juni 1938 in Tranßau), deutscher Betriebswirt und Hochschullehrer in Göttingen und Kaliningrad